# Passacaglia (Album)
Passacaglia ist ein Jazzalbum von Adam Bałdych und Leszek Możdżer. Die vom 23. bis 25. Januar 2023 im Polskie Radio S4 Jerzy Wasowski Studio in Warschau entstandenen Aufnahmen erschienen am 26. Januar 2024 auf Imaginary Music in Kooperation mit ACT MUsic.

## Hintergrund
Der Geiger Adam Bałdych und der Pianist Leszek Możdżer kamen erstmals bei einem gemeinsamen Konzert im Opernhaus in Breslau zusammen, um dann allerdings erst einmal ihre Solo-Karrieren weiterzuverfolgen. Die sehr alte Tanzform der Passacaglia hat Bałdych und Możdżer schließlich für ein ganzes Album inspiriert. Die beiden nahmen für ihr Duoalbum größtenteils eigene Kompositionen auf; es enthält aber auch Interpretationen von Stücken von Erik Satie, Josquin des Prez und Hildegard von Bingen. Możdżer spielt auf einem Flügel in aktueller Konzertstimmung (442 Hertz), einem Flügel in tieferer Barockstimmung (432 Hertz) und einem präparierten Standklavier. Verwendet Możdżer den Flügel in Barockstimmung, spielt sein Kollege Adam Bałdych auch auf einer Barockvioline in tiefer Stimmung.

## Titelliste
- Adam Bałdych & Leszek Możdżer: Passacaglia (Imaginary Music IM001; ACT 9057)[4]

1. Passacaglia 4:03
2. Jadzia 5:50
3. Moon 3:26
4. December 3:53
5. Gymnopedie (Erik Satie) 3:42
6. Polydilemma 3:03
7. Le Pearl 4:21
8. January 4:59
9. Beyond Horizon 1:15
10. Saltare 4:09
11. Circumcscriptions 4:41
12. Resonance 2:20
13. Aurora 5:11
14. O Ignee Spiritus (Hildegard von Bingen) 5:01
15. La Deploration Sur La Mort D'ockeghem (Josquin des Prez) 4:39

Wenn nicht anders vermerkt, stammen die Kompositionen von  Adam Bałdych und Leszek Możdżer.

## Rezeption
Das Album wurde vor allem von der deutschen Jazzkritik einhellig gelobt; das Album Passacaglia hätten zwei herausragende und angesagte Musiker des polnischen Jazz realisiert, lobte Marlene Küster im SWR. Dies sei auch ine gute Gelegenheit, einen Blick in die polnische Jazz-Szene zu werfen.

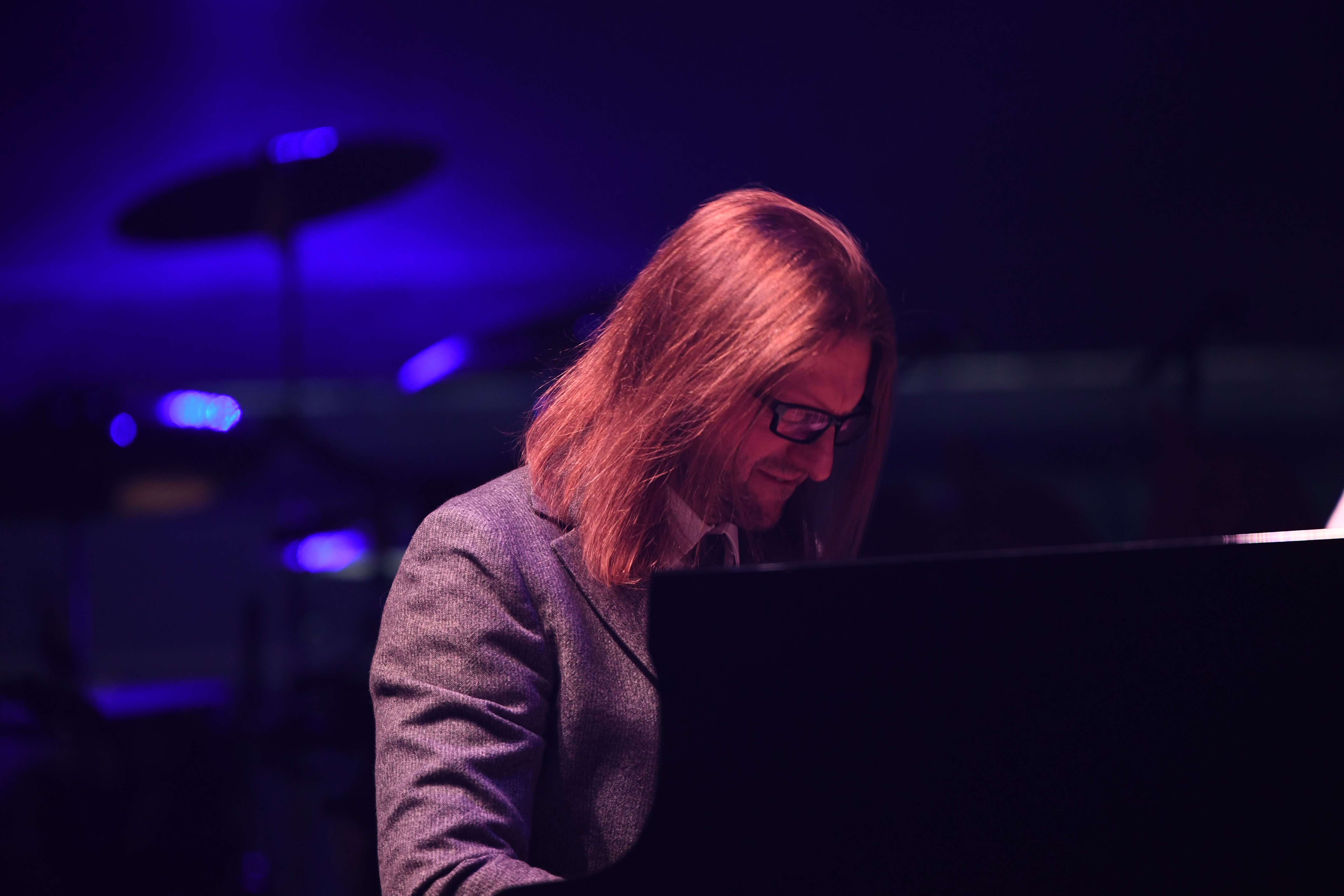
FLeszek Możdżer 2023

Bałdych und Możdżer seien beide mit dem modernen Jazz-Paradigma bestens vertraut, und auch besonders lohnend gewesen, ihren Bemühungen zuzuhören, den Jazz zu etwas Neuem zu formen, schrieb Dave Sumner in Daily Bandcamp. Auf diesem Jazz-Klassik-Crossover würden sie diese Bemühungen vereinen. Możdżer, ein begeisterter Pianist, sitze hier an zwei verschiedenen Konzertflügeln, während Bałdych sowohl klassische als auch Renaissance-Geigen spielt. Die Musik klinge anmutig, aber auch verspielt, und das Duo sei ebenso bereit, den kürzesten Weg zu einer Melodie zu nehmen, als auch sich aufreizend, gerade außerhalb ihrer Reichweite, zu bewegen.
Das Album sei „ein gemeinsames Erleben von Freiheit mit den Möglichkeiten der Improvisation und einer besonderen Klangästhetik“, urteilte Sarah Seidel im NDR, wo Passacaglia als Jazzalbum der Woche vorgestellt wurde. Leszek Możdżer, der seine Pianos gerne präpariert, um spezielle Sounds zu erzeugen, würde bei diesen Aufnahmen zwei leicht unterschiedlich gestimmte Flügel spielen. Sie in Momenten sogar gleichzeitig zu nutzen, bedeute für ihn „eine Befreiung von den Grenzen des temperierten Tonsystems“. Adam Bałdych hingegen greife hier auch zu seiner Renaissance-Violine, um mit ihrem Klang eine dunklere, wärmere Atmosphäre zu erzielen. Dadurch würde ein weites Spektrum an Klang entstehen, bei dem Adam Bałdych vom Pizzicato bis zum Bogenstrich die Möglichkeiten seiner Instrumente vor allem in den dunkleren Registern auslote und Leszek Możdżer mittels der unterschiedlichen Stimmung seiner Pianos das intime, musikalische Zwiegespräch mit klassischen Mustern in ein modernes Ambiente versetzt.
Die Musikform der Passacaglia würde den roten Faden bei den Stücken auf dem gleichnamigen Album bilden, stellte Ulrich Habersetzer bei BR-Klassik fest, wo Passacaglia als „Album des Monats“ präsentiert wurde. Immer wieder seien schwebende und schräge Zwischenklänge von dem Flügel zu hören. Beim ersten Mal wirken sie verstörend und irritierend, wenn sie dann aber immer wieder zu hören sind, würden sie der Musik eine interessante Würze geben. Die beiden Musiker hätten einen faszinierenden Sinn für melancholische, dunkel-groovende Stimmungen. Mal sind es zarte Miniaturen, mal tastende Klangabenteuer. Das Duo von Możdżer und Bałdych schlage äußerst gelungen eine Brücke zwischen der alten musikalischen Form der Passacaglia und einem kammermusikalischen europäischen Jazzidiom.
Für die Jury beim Preis der deutschen Schallplattenkritik, die das Album auf ihre Bestenliste des 2. Quartals 2024 nahm, meinte Bert Noglik, dass „die beiden Musiker auf ihrem ersten, lange erwarteten Duo-Album … mit Virtuosität und Verve durch europäische Klanglandschaften“ streifen. Ein traditionsverwurzeltes Streben nach zeitgenössischem Ausdruck gelinge „ihnen hier mit eigenen Stücken und Improvisationen, inspiriert von überlieferten Formmodellen, wie auch mit dem Rückgriff auf Kompositionen vergangener Epochen, die sie in faszinierend neuer Klanggestalt aufleuchten lassen.“